# Dendropsophus tritaeniatus
Dendropsophus tritaeniatus là một loài ếch thuộc họ Nhái bén.
Loài này có ở Bolivia, Brasil, và có thể cả Peru.
Môi trường sống tự nhiên của chúng là xavan ẩm, đồng cỏ nhiệt đới hoặc cận nhiệt đới vùng ngập nước hoặc lụt theo mùa, sông ngòi, đầm lầy, đầm nước ngọt, đầm nước ngọt có nước theo mùa, và vùng đồng cỏ.
Chúng hiện đang bị đe dọa vì mất môi trường sống.